# Carmen Silva (taekwondo)
Carmen Carolina Silva (12 de octubre de 1979) es una deportista brasileña que compitió en taekwondo. Ganó una medalla de bronce en los Juegos Panamericanos de 1995 en la categoría de –60 kg.

## Palmarés internacional
| Juegos Panamericanos | Juegos Panamericanos      | Juegos Panamericanos | Juegos Panamericanos |
| Año                  | Lugar                     | Medalla              | Categoría            |
| -------------------- | ------------------------- | -------------------- | -------------------- |
| 1995                 | Mar del Plata (Argentina) | Medalla de bronce    | –60 kg               |